# Markus Preiß
 (mai 2019).
Si vous disposez d'ouvrages ou d'articles de référence ou si vous connaissez des sites web de qualité traitant du thème abordé ici, merci de compléter l'article en donnant les références utiles à sa vérifiabilité et en les liant à la section « Notes et références ».
Markus Preiß (né le 1978 à Heilbad Heiligenstadt) est un journaliste de télévision allemand, présentateur et directeur du Studio ARD à Bruxelles.
Il a commencé sa carrière journalistique en tant qu’écrivain freelance avec des reportages pour le Kassel HNA et le journal national thuringien. Il écrit ensuite pour le Süddeutsche Zeitung, le Handelsblatt et GEO. Preiß a étudié la science politique et le journalisme à l'université de Dortmund. Il devient rédacteur en chef du Tagesschau à Cologne en 2003 et correspondant de l'ARD à Bruxelles de 2006 à 2011. Pour Tagesschau et Tagesthemen, il a notamment traité de la crise de l'euro. Il est correspondant à Paris entre 2013 et 2014. Il travaille ensuite pour la WDR à Cologne. 
Le 1er août 2016, il prend la suite de Rolf-Dieter Krause pour la partie études européennes de l'ARD à Bruxelles.
Le 15 mai 2019 il présente un débat sur les élections européennes en direct du parlement européen de Bruxelles.